# نهائي كأس رابطة الأندية الإنجليزية المحترفة 1966
نهائي كأس رابطة الأندية الإنجليزية المحترفة 1966 هي المباراة النهائية من منافسة كأس رابطة الأندية الإنجليزية المحترفة 1965–66، أقيمت المباراة في 1966، بين فريقي وست هام يونايتد، ووست بروميتش ألبيون، وفاز فيها وست بروميتش ألبيون، بعد أن هزم وست هام يونايتد، بنتيجة 3 - 5.

## تفاصيل المباراة
لعبت المباراة النهائية في 1966.
| وست هام يونايتد | 3 -5 | وست بروميتش ألبيون |
| --------------- | ---- | ------------------ |
|                 |      |                    |